# اجاکس بای
اجاکس بای (به انگلیسی: Ajax Bay) یک منطقهٔ مسکونی در بریتانیا است که در جزایر فالکلند واقع شده‌است.